# Helge Jansson

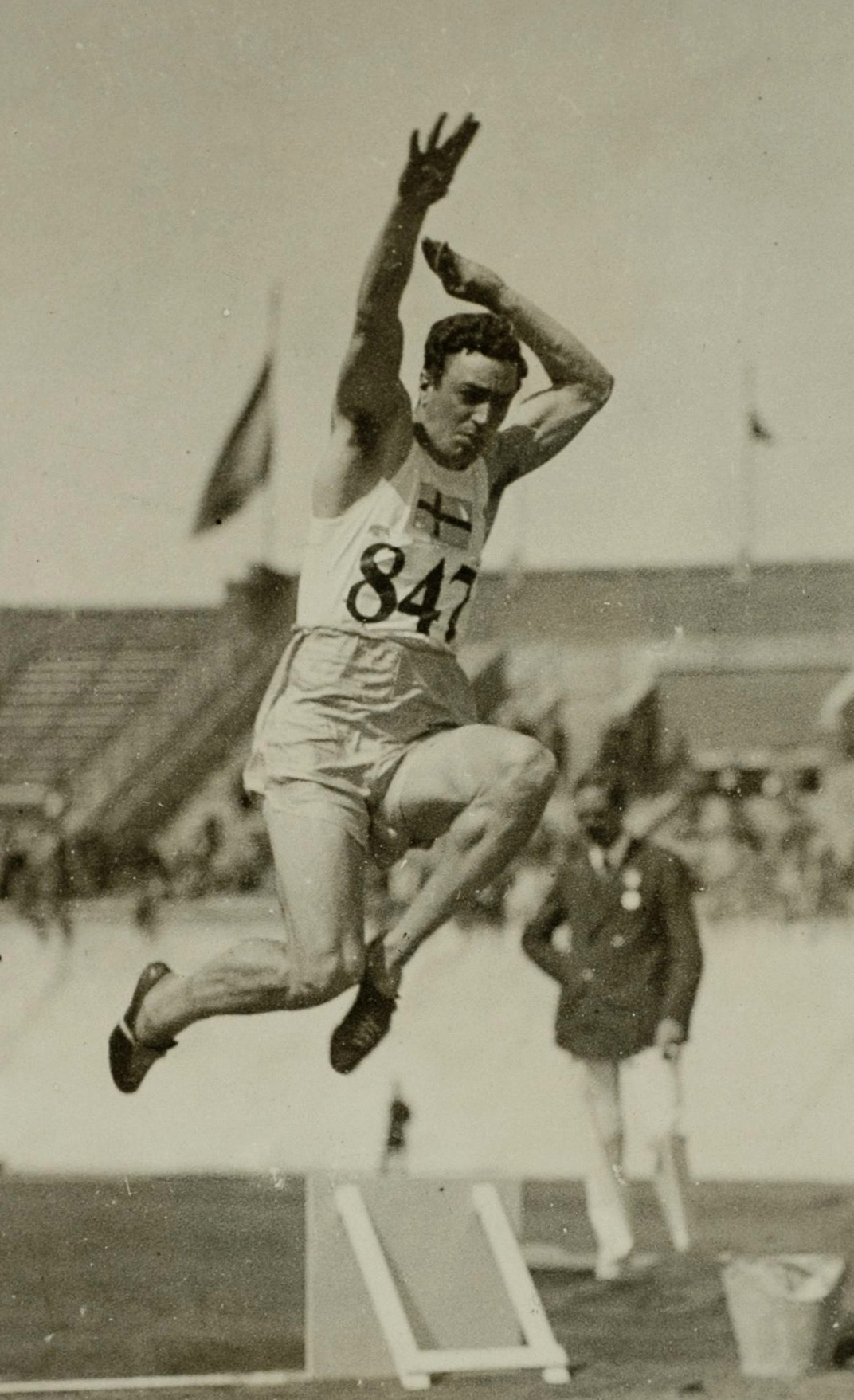
Helge Jansson bei den Olympischen Spielen 1928

Helge Jansson (Helge Alexander Jansson; * 1. Juni 1904 in Eksjö; † 17. Oktober 1989 in Göteborg) war ein schwedischer Zehnkämpfer und Hochspringer.
Bei den Olympischen Spielen wurde er 1924 in Paris in Sechster im Hochsprung sowie Siebter im Zehnkampf und 1928 in Amsterdam Sechster im Zehnkampf.
1924 wurde er Schwedischer Meister im Hochsprung, 1928 und 1930 im Zehnkampf.

## Persönliche Bestleistungen
- Hochsprung: 1,88 m, 3. August 1924, Vetlanda
- Zehnkampf: 7539,425 Punkte, 3. August 1930, Malmö